# Beijing Capital Airlines
Beijing Capital Airlines is een Chinese luchtvaartmaatschappij met haar thuisbasis in Peking op de Daxing International Airport.
Beijing Capital Airlines werd in 2010 als aparte maatschappij afgesplitst van Deer Jet Airlines, in 1995 opgericht als onderdeel van Hainan Airlines. Van Deer Jet werden de lijnvluchten overgenomen, bij Deer Jet bleven de business jet vluchten.
Eind 2019 verplaatste Capital zijn hoofdhub en thuisbasis van de internationale luchthaven van Peking Capital naar de nieuwe luchthaven ten zuiden van de stad, Daxing International Airport.

## Vloot
In mei 2017 bestond de vloot uit:
| Vliegtuigtype                       | Aantal | In bestelling | Opmerkingen               |
| ----------------------------------- | ------ | ------------- | ------------------------- |
| Airbus A319-100                     | 29     |               |                           |
| Airbus ACJ319                       | 1      |               | zakenreizenvliegtuig      |
| Airbus A320-200                     | 34     | 2             | 12 met Winglets uitgerust |
| Airbus A321-200                     | 11     |               |                           |
| Airbus A330-200                     | 5      |               |                           |
| Airbus A330-300                     | 2      |               |                           |
| Gulfstream Aerospace G-V Gulfstream | 1      |               |                           |
| Gulfstream Aerospace G550           | 2      |               |                           |
| Hawker Beechcraft 4000              | 1      |               |                           |
| Totaal                              | 59     | 2             |                           |